# Bauerngraben (Harz)
Der Bauerngraben, auch Hungersee genannt, ist ein im Harz gelegener, episodischer See an der Mündung des Glasebachs. Er liegt nahe dem Südharzer Ortsteil Agnesdorf im sachsen-anhaltischen Landkreis Mansfeld-Südharz. Das Gebiet wurde 1961 unter Naturschutz gestellt und ist 1996 im Naturschutzgebiet Gipskarstlandschaft Questenberg aufgegangen.

## Geographische Lage
Der Bauerngraben liegt im Südharzer Zechsteingürtel innerhalb des Naturparks Harz/Sachsen-Anhalt und ist Teil des Biosphärenreservats Karstlandschaft Südharz. Er breitet sich im Gemeindegebiet von Südharz aus – 1,3 km südwestlich von Agnesdorf, etwa 2 km südöstlich von Breitungen und knapp 3 km nördlich von Roßla. Nördlich unterhalb des Wurmbergs, einem 338,1 m hohen Ostausläufer des Hohen Kopfs (351,1 m), befindet er sich auf etwa 250 m ü. NHN.

## Episodischer See
Der Bauerngraben ist ein episodischer See oder ein Schwindenbecken, in dem der Glasebach an mindestens zwei Schwinden im Anhydrit versickert. Das ungesättigte Wasser des Glasebachs laugt ständig weiter und schafft dadurch weitere Hohlräume und Spalten. Der Hang wird instabil, es kommt zu Rutschungen mit Abrißspalten.
Charakteristisch ist das zum Teil plötzliche Verschwinden des Sees, wenn sich der Abfluss durch Auflösen von Material öffnet. Dadurch kann der See für längere Zeit trockenfallen.
Während des Kupferschieferbergbaues im Sangerhäuser Revier wurde 1760 beim Vortrieb des Tiefen Breitunger Stollens in direkter Nähe zum Bauerngraben eine wassergefüllte Höhle angeschnitten. Die einströmenden Wassermassen waren nicht mehr zu bewältigen und man musste den weiteren Bergbaubetrieb aufgeben. Seitdem fließt ein Teil des versickernden Wassers aus dem Mundloch des Stollens bei Roßla ab.

## Seedaten
Der Bauerngraben ist im Maximum in West-Ost-Richtung etwa 430 m lang und in Nord-Süd-Richtung rund 150 m breit; anderen Angaben zufolge sind dies etwa 350 m lang und 100 m breit. Der See kann maximal etwa 4,3 ha groß werden; es werden aber auch nur 3,4 ha Fläche genannt. Bei voller Ausdehnung fasst der See etwa 200.000 m³ Wasser.

## Wandern
Der Bauerngraben ist vom 1,2 km östlich an der Landesstraße 234 zwischen Agnesdorf und Roßla gelegenen Parkplatz auf einem leicht begehbaren Wald- und Wanderweg zu erreichen. Er ist als Nr. 213 in das System der Stempelstellen der Harzer Wandernadel einbezogen; der Stempelkasten (⊙) befindet sich auf dem Nordhang des Wurmbergs oberhalb des Bauerngrabens am Karstwanderweg.

## Galerie

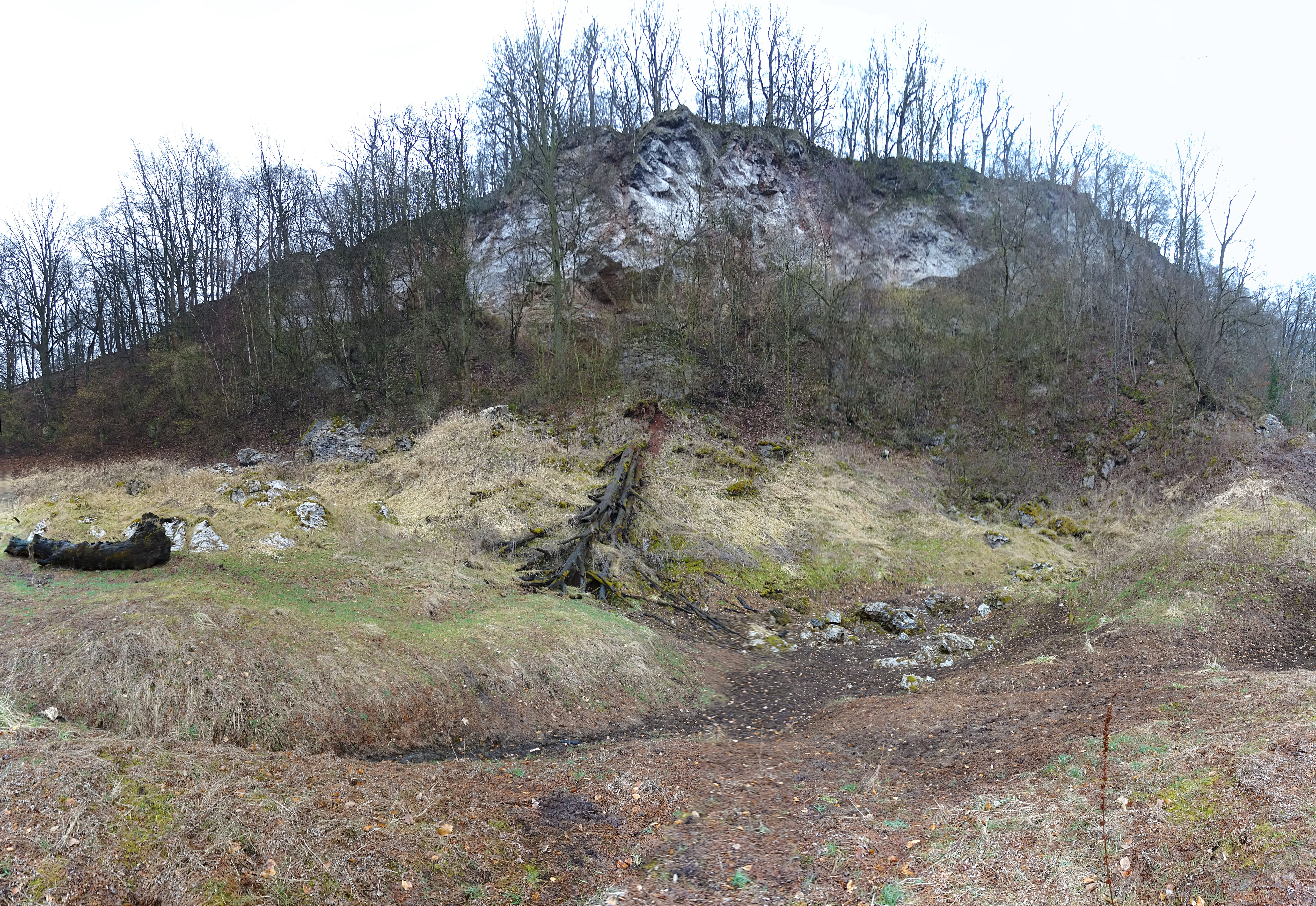
Östliche Schwinde des Bauerngrabens
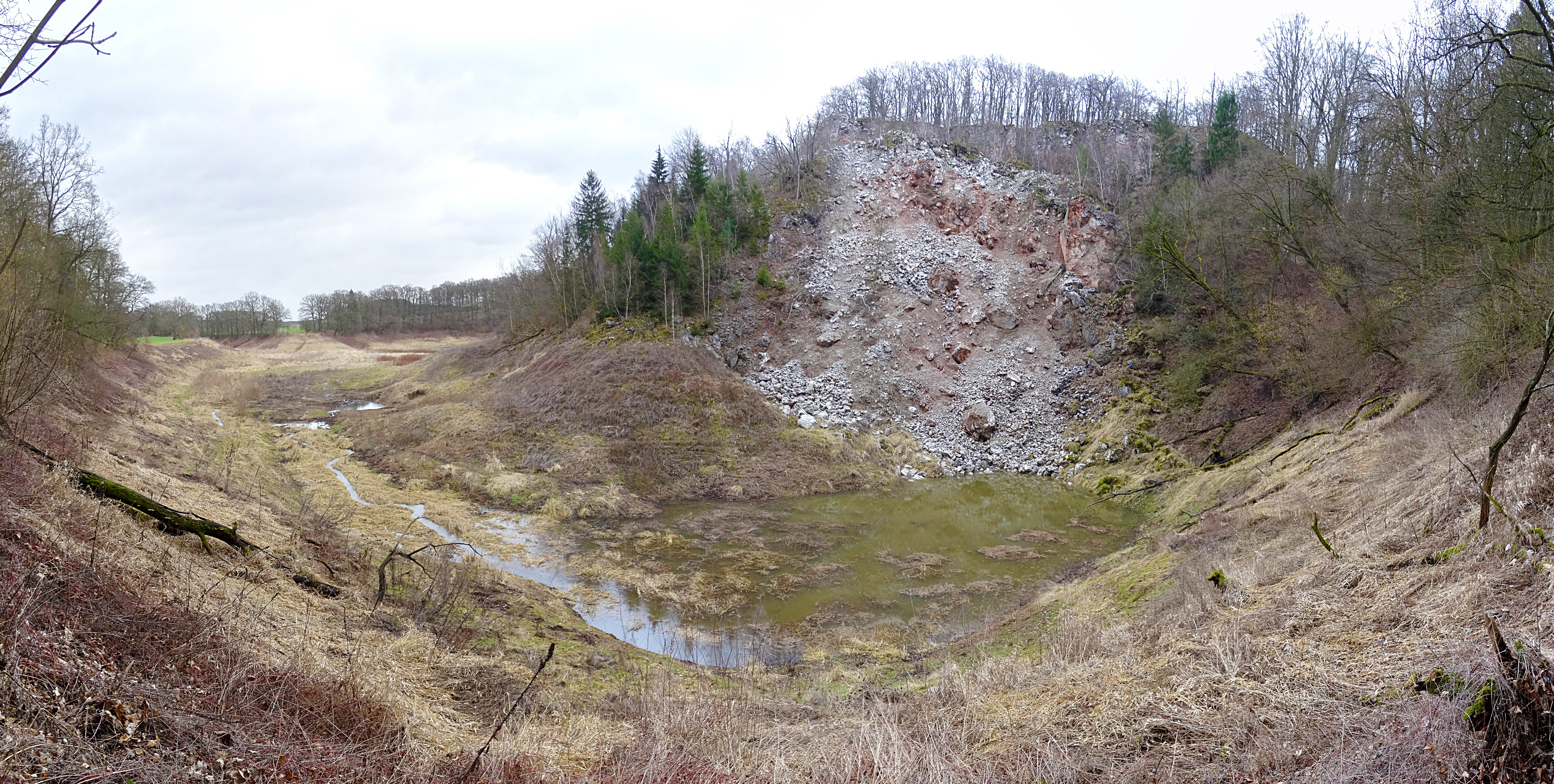
Reste des episodischen Sees an der westlichen Schwinde des Bauerngrabens
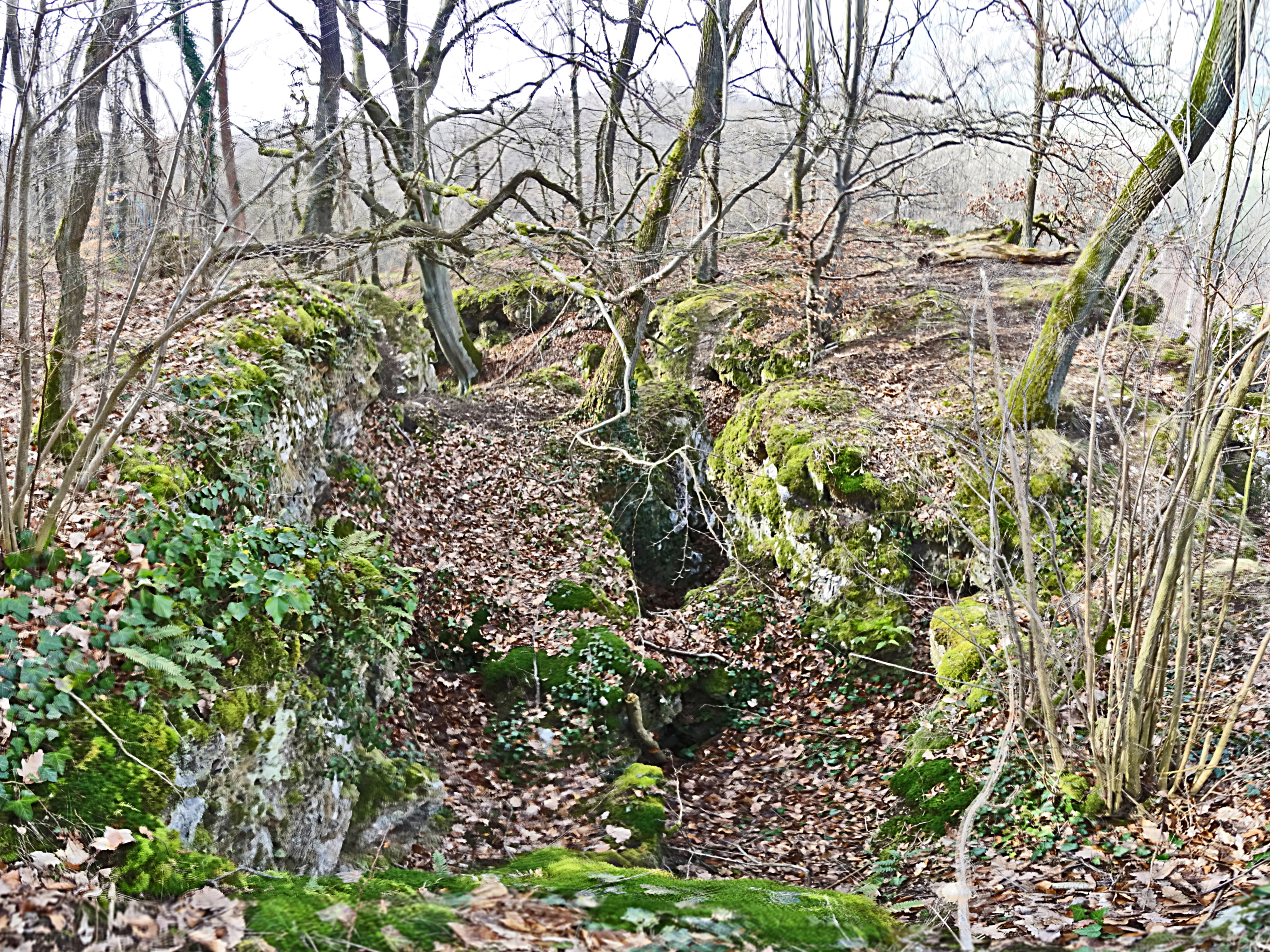
Hangrutschung mit Abrißspalten